# Guðmundur Tryggvason
Guðmundur Andri Tryggvason (Tromsø, 4 novembre 1999) è un calciatore islandese, centrocampista del Valur e della Nazionale islandese Under-21.

## Biografia
È il figlio di Tryggvi Guðmundsson, anch'egli calciatore professionista. È nato a Tromsø perché in quel periodo il padre era in forza alla squadra locale.

## Carriera

### Club
Tryggvason è cresciuto nelle giovanili del KR Reykjavík. Ha esordito in prima squadra in data 15 febbraio 2015, schierato titolare nella sconfitta per 4-3 patita contro il Víkingur, sfida valida per l'edizione stagionale della Deildabikar. Il debutto in Úrvalsdeild è arrivato il 3 ottobre successivo, subentrando ad Almarr Ormarsson nella vittoria per 5-2 contro lo stesso Víkingur.
Il 14 luglio 2016 ha giocato la prima partita nelle competizioni europee per club: è sceso in campo in luogo di Óskar Örn Hauksson nel pareggio casalingo per 3-3 contro il Grasshoppers, sfida valida per i turni di qualificazioni all'Europa League.
Il 27 agosto 2017 ha segnato la prima rete nella massima divisione islandese, nel pareggio per 2-2 maturato sul campo del Grindavík.
L'8 dicembre 2017, i norvegesi dello Start hanno ufficializzato l'ingaggio di Tryggvason, col trasferimento che sarebbe stato ratificato a partire dalla riapertura del calciomercato, a gennaio.

### Nazionale
Tryggvason ha rappresentato l'Islanda a livello Under-16, Under-17, Under-19 e Under-21. Per quanto concerne quest'ultima selezione, ha esordito in data 22 marzo 2018: è stato schierato titolare nella sconfitta per 3-1 contro l'Irlanda. Il 26 marzo successivo ha giocato la prima partita nelle qualificazioni al campionato europeo 2019, sostituendo Mikael Neville Anderson nel pareggio per 0-0 in casa dell'Irlanda del Nord.

## Statistiche

### Presenze e reti nei club
Statistiche aggiornate all'8 maggio 2021.
| Stagione            | Club                | Campionato          | Campionato | Campionato | Coppe nazionali | Coppe nazionali | Coppe nazionali | Coppe continentali | Coppe continentali | Coppe continentali | Supercoppe | Supercoppe | Supercoppe | Totale | Totale |
| Stagione            | Club                | Comp                | Pres       | Reti       | Comp            | Pres            | Reti            | Comp               | Pres               | Reti               | Comp       | Pres       | Reti       | Pres   | Reti   |
| ------------------- | ------------------- | ------------------- | ---------- | ---------- | --------------- | --------------- | --------------- | ------------------ | ------------------ | ------------------ | ---------- | ---------- | ---------- | ------ | ------ |
| 2015                | KR Reykjavík        | UD                  | 1          | 0          | CI+CdL          | 0+3             | 0               | UEL                | -                  | -                  | SI         | 0          | 0          | 4      | 0      |
| 2016                | KR Reykjavík        | UD                  | 4          | 0          | CI+CdL          | 0+1             | 0               | UEL                | 2                  | 0                  | -          | -          | -          | 7      | 0      |
| 2017                | KR Reykjavík        | UD                  | 13         | 1          | CI+CdL          | 0+3             | 0               | UEL                | 4                  | 0                  | -          | -          | -          | 20     | 1      |
| Totale KR Reykjavík | Totale KR Reykjavík | Totale KR Reykjavík | 18         | 1          |                 | 8               | 0               |                    | 6                  | 0                  |            | 0          | 0          | 32     | 1      |
| 2018                | Start               | ES                  | 0          | 0          | CN              | 1               | 0               | -                  | -                  | -                  | -          | -          | -          | 1      | 0      |
| gen.-mag. 2019      | Start               | 1D                  | 0          | 0          | CN              | 0               | 0               | -                  | -                  | -                  | -          | -          | -          | 0      | 0      |
| mag.-dic. 2019      | Víkingur            | UD                  | 16         | 7          | CI              | 4               | 1               | -                  | -                  | -                  | -          | -          | -          | 20     | 8      |
| 2020                | Start               | ES                  | 0          | 0          | -               | -               | -               | -                  | -                  | -                  | -          | -          | -          | 0      | 0      |
| Totale Start        | Totale Start        | Totale Start        | 0          | 0          |                 | 1               | 0               |                    | -                  | -                  |            | -          | -          | 1      | 0      |
| 2021                | Valur               | UD                  | 0          | 0          | CI              | 0               | 0               | UCL                | 0                  | 0                  | -          | -          | -          | 0      | 0      |
| Totale              | Totale              | Totale              | 34         | 8          |                 | 13              | 1               |                    | 6                  | 0                  |            | 0          | 0          | 53     | 9      |